# R U Tuff Enuff
R U Tuff Enuff är det tredje studioalbumet av den amerikanska sångaren Rebbie Jackson. Albumet gavs ut 1 februari 1988 av CBS Records. Jackson arbetade enbart med David "Pic" Conley och David Townsend från musikgruppen Surface under skapandet. R U Tuff Enuff rör sig inom ramarna för pop, R&B och new jack swing. Jackson kommenterade att albumet var annorlunda jämfört med hennes tidigare diskografi då det innehöll dansmusik.
Vid utgivningen polariserade R U Tuff Enuff musikjournalister. Mainstreampublikationer som Allmusic och People Magazine var negativa i deras recensioner och avfärdade produktionen som tråkig och kritiserade Jacksons sång. Afroamerikanska publikationer var genomgående mera positiva. R U Tuff Enuff nådde som bäst plats 58 på amerikanska albumlistan Top R&B/Hip-Hop Albums sammansatt av Billboard. Likt föregångaren Reaction (1986) missade albumet Billboard 200. R U Tuff Enuff såldes i 300 000 exemplar fram till juni 1988 och blev hennes bästsäljande studioalbum i karrriären. "Plaything" släpptes som huvudsingel från projektet och blev en hit på amerikansk R&B-radio och nådde topp-tio på singellistan Hot R&B/Hip-Hop Songs.

## Inspelning och komposition
David Conley och David Townsend från musikgruppen Surface producerade hela albumet och gav Jackson ett helt nytt sound som R&B Report trodde skulle attrahera nya lyssnare. I en intervju med Black Radio Exclusive sade Jackson: "Jag var mycket mera involverad i låtarna, vilket gör det här albumet annorlunda [än tidigare musik]. Jag kan verkligen relatera till dem – särskilt till en låt som 'R U Tuff Enuff', vilken kan ge intrycket av en kvinna som kommer trampa över dig. Men det är inte alls vad den låten handlar om. Den beskriver en annan slags tuffhet – en som innefattar tålamod, förståelse och kärlek." Stanley Jordan, Gwen Guthrie och Bernard Jackson från Surface medverkar som gästartister på albumet.

## Utgivning och marknadsföring
Under Black History Month i april var Jackson en av artisterna som uppträdde på en välgörenhetsgala anordnad av UNCF vid nattklubben Park West i Chicago.
"Plaything" gavs ut av CBS Records som huvudsingel från R U Tuff Enuff den 8 januari 1988. Efter utgivningen blev den en av de mest populära nya singlarna på R&B-radio (Most Added) två veckor i rad, vilket bidrog till försäljning av fysiska exemplar av singeln. Den 22 januari gick den in på plats 34 på singellistan Urban Contemporary sammansatt av Radio & Records och blev därmed veckans högsta debut. R&R Magazine rankade "Plaything" på plats 69 på deras årssammanfattning över de framgångsrikaste R&B-singlarna 1988.

## Mottagande

### Professionella recensioner
Efter utgivning mottog R U Tuff Enuff främst negativ respons från musikjournalister. Billboard skrev: "Conley och Townsend från Surface har givit Jackson en helt egen stil, vilket är tydligast på R&B- och popbetonade 'Perfect Combination' och den vackert skrivna och arrangerade balladen 'This Love Is Forever'." Darryl Lindsay från R&B Report var positiv i sin recension av albumet. Han lyfte fram "Perfect Combination", "Read Between the Lines", "Distant Conversation" och titelspåret som albumets höjdpunkter och möjliga framtida singlar. Han skrev: "Det kommer bli intressant att se hur väl Rebbie lyckas återta tappad mark efter uppehållet mellan albumutgivningar. I sann Jackson-anda kommer hon med lätthet åter ta sin rättmätiga plats på topplistorna." En lika positiv kollega till Lindsay recenserade "Plaything" i ett annat nummer av samma tidskrift: "Rebbie tar plats, fast besluten om att utveckla sitt eget artisteri och stil, trots de enorma framgångarna som syskonen Michael och Janet upplever. [Rebbies] stil och material sticker ut återigen och hon befäster sin position som en talangfull och smakfull underhållare. Nuvarande singeln 'Plaything' är ett ytterligare bevis på ett smart val, musikalitet och musikaliska instinkter."

### Kommersiell respons
Den 29 februari 1988 rapporterade R&B Report att R U Tuff Enuff såldes i snabb takt i skivbutiker i USA och lyfte fram albumet i deras kolumn "Retail Breakouts". Albumet gick in på plats 66 på topplistan Top R&B/Hip-Hop Albums den 12 mars. I fjärde veckan på listan, den 2 april, nådde albumet plats 58, vilket blev dess topposition. R U Tuff Enuff såldes i 300 000 exemplar fram till juni 1988 och blev hennes bästsäljande studioalbum i karrriären. Trots detta beskrev MTV att albumet "kämpade" med dålig försäljning och blev inte den kommersiella framgång Jackson hade hoppats på. Hon bestämde sig därför att ta ett långt uppehåll från musikkarriären för att istället fokusera på sin familj. Det dröjde tio år innan hon gav ut uppföljaren Your's Faitfully på brodern Michaels eget skivbolag MJJ Music.

## Låtlista
Information hämtad från Discogs. Alla spår är producerade av David "Pic" Conley och David Townsend om inte annat anges
| 1. | "Perfect Combination"    | David Conley, David Townsend, Everett Collins, Robbie Danzie |  | 5:14 |
| 2. | "Read Between the Lines" | Conley, Townsend, Jack Ponti, Vic Pepe                       |  | 4:49 |
| 3. | "This Love Is Forever"   | Conley, Townsend, Collins, Rebbie Jackson                    |  | 4:37 |
| 4. | "R U Tuff Enuff"         | Art McCallister, Jackson, Conley                             |  | 4:10 |
| 5. | "Plaything"              | Gene Lennon, Joshua Thompson, Romeo Williams                 |  | 4:55 |
| 6. | "Friendship Song"        | Lennon, Thompson, Williams                                   |  | 4:30 |
| 7. | "Sweetest Dreams"        | Lennon, Thompson, Williams                                   |  | 4:05 |
| 8. | "Distant Conversation"   | Conley, Derrick Culler, Collins                              |  | 5:17 |

## Topplistor

### Veckolistor
| Lista (1988)                           | Högsta position |
| -------------------------------------- | --------------- |
| USA Top R&B/Hip-Hop Albums (Billboard) | 58              |

## Certifikat
| USA (RIAA)                                                                     | – | 300 000 × |
| ^ avser siffror baserade på certifikat × avser siffror baserade på försäljning |   |           |

## Utgivningshistorik
| Land        | Datum            | Utgåva   | Format           | Skivbolag | Ref.          |
| ----------- | ---------------- | -------- | ---------------- | --------- | ------------- |
| USA, Kanada | 1 februari 1988  | Standard | vinyl kassett CD | CBS       | [ 18 ] [ 19 ] |
| USA, Kanada | 6 juli 2005      | Standard | CD               | Columbia  | [ 20 ]        |
| USA, Kanada | 14 november 2006 | Standard | vinyl            | Columbia  | [ 21 ]        |